# Жена раввина
Жена раввина (англ. The Rabbi’s Wife) — роман 1977 года британского писателя Дэвида Бенедиктуса. В центре сюжета — похищение жены раввина палестинскими террористами. На момент выхода книга была рецензирована в таких изданиях, как The Spectator, British Book News и The Library Journal Book Review. 
Раввин Давид Дж. Цукер охарактеризовал описанное в книге отношение членов синагоги раввина к нему после похищения как «безразличие», что он интерпретировал как вымышленный пример «одиночества раввинской жизни».